# Acne Studios
Acne Studios — модный дом класса люкс, основанный в Стокгольме, Швеция в 1996 году в составе творческого коллектива ACNE. Модный дом выпускает мужскую и женскую прет-а-порте одежду, обувь, аксессуары, а также предлагает творческое сотрудничество.

## История
Основана в 1996 году в составе творческого коллектива ACNE (Ambition to Create Novel Expressions, «Амбиции Создавать Новые Выражения»), который специализировался на графическом дизайне, фильмах, производстве и рекламе..
История бренда началась в 1997 году с небольшой серии джинсов унисекс, которая была экспериментом.
Тогда было произведено всего 100 пар, которые быстро разошлись по друзьям и клиентам компании. Следом была создана первая полноценная коллекция джинсов Acne в минималистичном стиле с одной деталью — красной строчкой.
Коллекция вызвала не только интерес многочисленной публики, но и дала возможность бренду оказаться на полках лучших магазинов Швеции. И уже через пару лет Acne начал обновлять свои коллекции каждую весну и осень. Wallpaper и Парижский Vogue быстро заметили популярность денима и предложили сотрудничество. В 2006 году Acne Studios стал независимой компанией и отделился от Acne Film, Acne Advertising и Acne Digital, начав продажи онлайн.
С момента запуска Acne Studios превратилась в мировой дом моды с розничными магазинами по всему миру, включая Париж, Лондон, Нью-Йорк, Лос-Анджелес, Антверпена и Токио, и предлагает женские и мужские прет-а-порте коллекций. На Парижской Неделе моды в 2013 году за два показа они заработали $120 млн.

## Продукты
Acne Studios выпускает мужскую и женскую линию одежды прет-а-порте, обувь, аксессуары и деним.
Основные женские коллекции весна, лето, осень, зима представляются два раза в год на Парижской Неделе моды. Женские Курортные и Пре-осенние коллекции представлены в Нью-Йорке, а мужские коллекции представляются два раза в год в Париже.
По данным экологической стратегии Acne Studios, компания хочет выпускать долговечные, высокого качества изделия. В 2012 году их целью было увеличить количество экологически предпочтительных материалов и добавок.
В 2014 году Acne Studios поставили перед собой цель заменить 20 % всех используемых тканей в продуктах на органический хлопок и другие экологически устойчивые материалы.

## Acne Paper
Acne Studios избегает традиционных форм маркетинга и рекламы, выбирая вместо этого выпускать полугодовой журнал под названием Acne Paper. Журнал охватывает дисциплины искусства, моды, фотографии, дизайна, архитектуры, науки и культуры. Каждый выпуск строится вокруг темы, которую выбирают эксперты из своей области знаний.
В состав участников Acne Paper вошли Карин Ройтфельд, Ноам Хомски, Дэвид Линч, Лорд Сноудон, Аззедин Алайя, Марио Тестино, Сара Мун, Тильда Суинтон и Паоло Роверси.

## Магазины
Acne Studios имеет собственные фирменные магазины в разных точках мира, в том числе в Стокгольме, Копенгагене, Берлине, Нью-Йорке, Лос-Анджелесе, Мельбурне, Сиднее, Антверпене, Лондоне, Париже, Осло, Гонконге и Токио. Флагманский магазин Acne Studios в Стокгольме на Нормалмсторг в 1973 был локацией ограбления банка и последующего взятия в заложники, которое породило термин «Стокгольмский синдром» — психологическое явление, при котором заложники выражают сочувствие и симпатию и позитивные чувства к своим захватчикам.

## Сотрудничество
Acne Studios активно сотрудничал с представителями творческих индустрий, чтобы выпускать лимитированные коллекции.
Некоторые примеры включают целый ряд велосипедов от старейшего в мире производителя мотоциклов Bianchi Bicycles, линию мебели диванов, основанную шведским дизайнером Карлом Мальмстеном, капсульную коллекцию с домом моды Ланвин, арт-инсталляцию и коллекцию художницы Катерины Джебб, коллекцию блузок с транссексуальным журналом Candy, арт-бук и линию голубых рубашек с Лорд Сноудон, ограниченное издание принтов с Уильям Вегман, родео-тематическую книгу и капсульную коллекцию, вдохновленные Брюсом из Лос-Анджелеса, коллекцию, основанную на произведениях абстрактного шведского пионера[кого?] Хильма АФ Клинт, и капсульную коллекцию с Liberty London.